# Vestimenta asteca

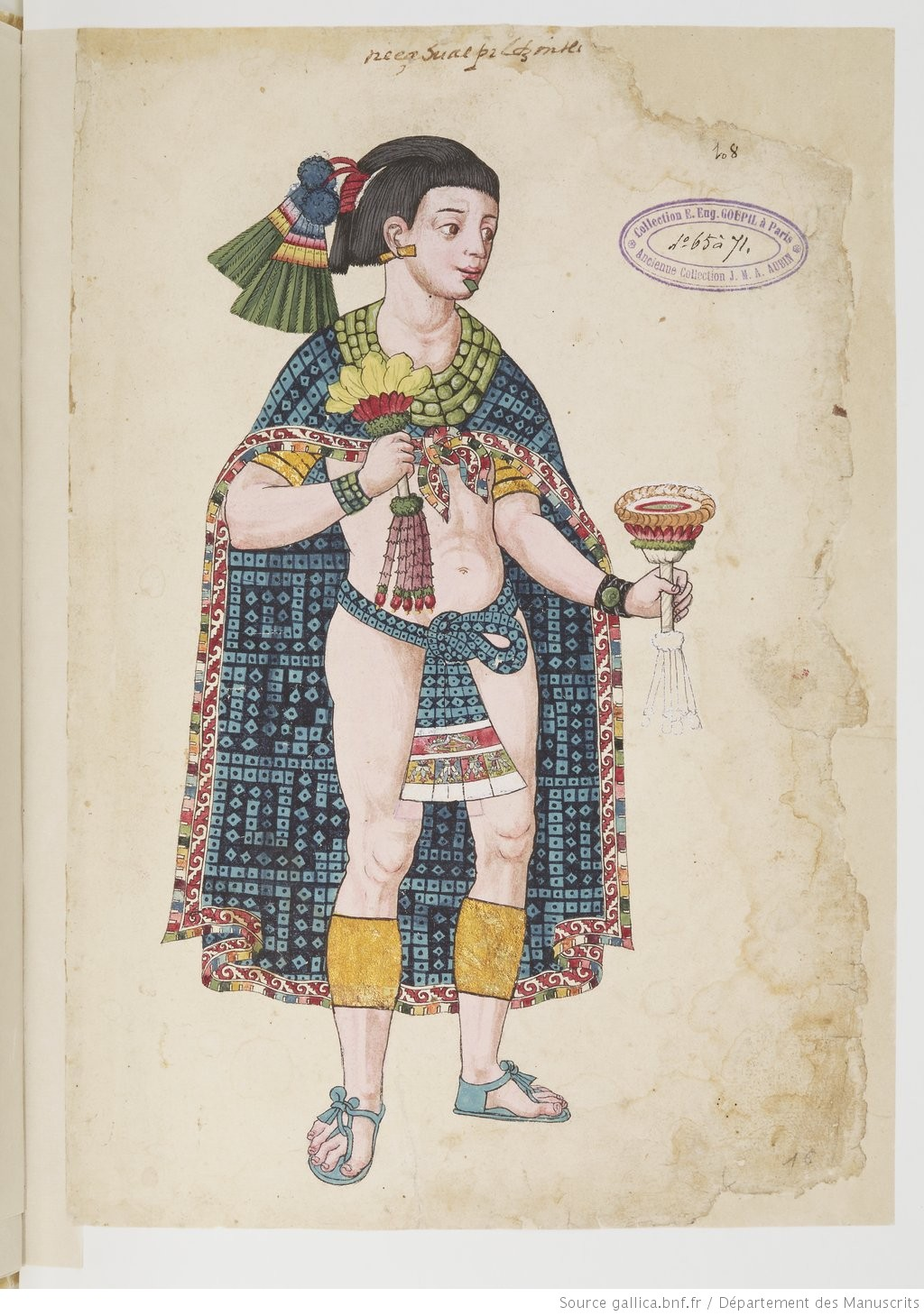
Nezahualpilli

As vestimentas dos astecas eram um meio de demonstrar a posição social. A sociedade era intensamente estratificada através do vestuário que indicava classe e patente. Existiam leis rígidas regulando a utilização das vestimentas do qual somente a nobreza podia utilizar vestimentas de algodão, um material mais confortável.